# Плутократия
Плутокра́тия (др.-греч. πλοῦτος — богатство, κράτος — правление) — политический режим, при котором решения государственных органов определяются волей группировок богатых людей.

## История
Плутократия является частным случаем олигархии — режима, при котором реальная власть находится у небольшого круга лиц (например, знати, военных, партийной верхушки либо родственников правителя).
Правильнее всего данный термин можно было бы применить к государствам, в которых господствует высокий имущественный ценз (Италия до реформ 1912 и 1919 годов, Бельгия до 1893 года, отчасти Великобритания после 1832 года до двух парламентских реформ 1867 и 1884 годов), но чаще он употребляется по отношению к государствам, где богатые классы, не имея формальных преимуществ, гарантированных законом, фактически пользуются преобладающим влиянием на выборах и вообще на ход государственной жизни.
Этот термин в основном употреблялся в древности, например, Ксенофонт (Memorabilia Книга 4, Глава 6) писал, что Сократ считает плутократией государственный строй, при котором должностные лица выбираются на основании имущественного ценза. В настоящее время этот термин употребляется редко и исключительно в смысле осуждения, в основном в отношении стран государственно-корпоративного капитализма. Иногда он употребляется наравне с термином «денежная олигархия», однако последний стилистически почти нейтрален.
В русском языке термин «плутократия» имеет особо яркую негативную окраску, так как интерпретируется как однокоренной к слову «плут», то есть мошенник, ловкий, хитрый человек. По мнению некоторых исследователей, плутократы, будучи способными «комбинаторами», создателями пирамид, финансовых схем, позволяющих наживаться, во главу угла всегда ставят исключительно собственные эгоистические интересы.
В политическом и пропагандистском жаргоне фашистской Италии и национал-социалистической Германии термин «плутократия» использовался для описания западных демократий, заменив термины «капитализм» и «демократия» .